# ChatGPT dans l'éducation

Logo de ChatGPT.

Depuis la sortie de ChatGPT en novembre 2022, l'intégration des grands modèles de langage dans l'éducation a suscité de nombreux débats, portant à la fois sur leur efficacité, leurs usages variés, et les controverses liées à la tricherie et à l'intégrité académique, révélant ainsi un paysage en mutation quant à la manière dont les établissements éducatifs abordent l'apprentissage et l'évaluation. L'utilisation de ChatGPT dans l'éducation relève du cadre de l'IA pédagogique. 
Les chatbots modernes comme ChatGPT sont polyvalents, pouvant par exemple notamment expliquer des sujets complexes, générer des idées, ou aider à la rédaction. Une étude de 2023 a suggéré une plus grande utilisation de cet outil parmi les professeurs que chez les étudiants. Par ailleurs, les chatbots montrent un potentiel prometteur dans le domaine du tutorat personnalisé.
Les efforts visant à interdire l'utilisation de ces chatbots dans les écoles se concentrent sur la prévention de la triche. Mais les interdictions se confrontent à des défis liés au manque de fiabilité des outils de détection de contenu généré par l’intelligence artificielle et à l'accessibilité croissante de cette technologie. Une interdiction pourrait également priver les étudiants de l’occasion d’apprendre à utiliser efficacement ces outils, tout en risquant d'instaurer une relation de surveillance entre enseignants et élèves.

## Historique
Depuis sa création par OpenAI en novembre 2022, ChatGPT (et les agents conversationnels de manière générale) ont fait l'objet de vifs débats dans le domaine de l'éducation. 
De nombreuses écoles et universités sont réticentes à les utiliser, tandis que d'autres les intègrent dans leurs pratiques. Cette utilisation a amené de nombreuses personnes à envisager un changement d'approche dans l'éducation, par exemple en reposant davantage sur des examens oraux pour éviter toute utilisation d'intelligence artificielle.

## Efficacité et utilisations
Lors de tests anonymes, ChatGPT a obtenu des résultats similaires à ceux d'un étudiant obtenant une note de C+ à l'Université du Minnesota et une note de B à B- à Wharton. Ses compétences en programmation informatique ont été évaluées par un étudiant et un professeur de l'Université de Stanford en mars 2023, à travers une variété d'exemples de mathématiques computationnelles. Lors d'un test de QI, ChatGPT a obtenu un score verbal estimé à 155, le plaçant dans le top 0,1 %.
Un sondage mené en mars et avril 2023 a révélé que 38 % des étudiants américains admettaient avoir utilisé ChatGPT pour des devoirs sans l'approbation de leurs enseignants, tandis que 58 % des étudiants déclaraient avoir utilisé ChatGPT,.
L'un des principaux défauts de ChatGPT est son manque d'exactitude, avec certaines dissertations contenant des erreurs. Ethan Mollick, professeur à Wharton, a souligné des erreurs « surprenantes », notamment en mathématiques.

## Tricherie et inconduite universitaire
La capacité de ChatGPT à rédiger des devoirs pour les étudiants en a fait le centre d'un examen minutieux et d'une censure intense de la part des éducateurs, en particulier en ce qui concerne les essais. Certains titres d'articles d'opinion, comme celui de The Atlantic, prévoyaient la « mort » de l'essai de candidature pour entrer à l'université aux États-Unis, notamment à cause de ChatGPT,.
De nombreux médias, tant dans et hors du milieu universitaire, ont considéré ChatGPT comme une menace pour la survie des méthodes d'enseignement comme nous les connaissions. Les cours d'anglais au lycée ont été particulièrement soumis à l'impact de ChatGPT, le professeur et auteur californien Daniel Herman écrivant que ChatGPT inaugurerait « la fin de l'anglais au lycée ». Herman a en outre fait valoir qu'avec ChatGPT, l'écriture elle-même deviendrait une compétence obsolète puisqu'une machine pouvait le faire tout aussi facilement. Dans la revue Nature, Chris Stokel-Walker a souligné que les enseignants devaient s'inquiéter du fait que les étudiants utilisent ChatGPT pour externaliser leurs écrits, mais que les prestataires de services éducatifs s'adapteront pour améliorer la pensée critique ou le raisonnement. Emma Bowman de NPR a écrit sur le danger que les étudiants plagient via un outil d'IA qui peut produire un texte biaisé ou absurde avec un ton autoritaire.
La théorie selon laquelle ChatGPT détruirait l’éducation est presque aussi largement adoptée que contestée. Kevin Brown de Christianity Today a écrit que le cerveau humain reste toujours plus capable de créer du contenu que ChatGPT. Brown a en outre fait valoir que l'éducation  continuera à vivre et que ChatGPT ne pourrait que révolutionner les méthodes d'enseignement. Kevin Roose du New York Times a également rapporté que l'interdiction de ChatGPT ne pourrait jamais être appliquée efficacement, notant qu'il serait impossible de la contrôler. Roose a noté que les étudiants ont accès à Internet hors des écoles, ce qui rend une interdiction effective impossible ; Roose a suggéré à la place que les enseignants l'autorisent ouvertement pour certains devoirs de façon similaire à l'utilisation des calculatrices aujourd'hui, et qu'enseigner avec l'IA est la meilleure approche. L'examen oral a aussi été utilisé comme exemple de méthode d'enseignement qui pourrait contourner les devoirs à la maison et tester plus efficacement les connaissances des étudiants sur une base 1:1.
Une occurrence, telle que rapportée par Rolling Stone, a abouti à ce qu'un professeur de la Texas A&M University ait utilisé à mauvais escient ChatGPT pour vérifier les devoirs de ses étudiants afin de savoir s'ils avaient utilisé le grand modèle de langage. ChatGPT a renvoyé comme résultat que tous les étudiants l'avaient utilisé, et le professeur a donc rapidement rendu une note qui a fait échouer tous ses étudiants dans cette matière. Rolling Stone a cependant noté que ChatGPT est intrinsèquement incapable de vérifier s'il a été utilisé pour rédiger les devoirs des étudiants, et un message publié dans une communauté Reddit dédiée à ChatGPT a reçu une forte attention, beaucoup attaquant le professeur pour son manque de connaissances sur le chatbot,.

## Soutien et opposition

### Interdictions
ChatGPT a fait l'objet de diverses interdictions par certains établissements d'enseignement. L'un des premiers districts à interdire l'outil a été le Los Angeles Unified School District, qui a bloqué l'accès à l'outil moins d'un mois après sa sortie officielle. Le ministère de l'Éducation de la ville de New York a bloqué l'accès à ChatGPT en décembre 2022 et a officiellement annoncé une interdiction autour du 4 janvier 2023,,.
En février 2023, l'Université de Hong Kong a envoyé un e-mail à tout le campus, aux instructeurs et aux étudiants, indiquant que l'utilisation de ChatGPT ou d'autres outils d'IA était interdite dans tous les cours, devoirs et évaluations de l'université. Toute violation serait alors traitée comme du plagiat par l'université à moins que l'étudiant n'obtienne le consentement écrit préalable du professeur,. Également, au semestre de printemps 2023, l'Université Harvard a interdit ChatGPT et a annoncé que l'utilisation de l'IA générative serait traitée comme toute autre forme d'inconduite universitaire, bien que certains instructeurs autorisent l'utilisation de l'outil.[réf. nécessaire]

### Changement dans la perception de ChatGPT dans l'éducation
Certaines écoles aux États-Unis ont annoncé l'abrogation de leurs interdictions pour ChatGPT pour l'année scolaire 2023-2024. La ville de New York a abrogé son interdiction en mai 2023 en la remplaçant par une déclaration encourageant les étudiants à apprendre à utiliser l'IA générative. Dans les zones rurales de Washington, les écoles publiques de Walla Walla ont annoncé qu'elles abrogeraient leur interdiction de ChatGPT dans les devoirs des étudiants,,. Un professeur de l'Université de Californie à Los Angeles a autorisé l'intégration de ChatGPT dans le processus d'écriture de ses étudiants au lieu d'interdire l'utilisation de cette nouvelle technologie. Il a fait valoir que les enseignants devraient apprendre aux étudiants à utiliser ChatGPT de manière éthique et productive, et qu'il n'est ni possible ni pratique d'interdire aux étudiants de l'utiliser. Il a également évoqué les avantages d’apprendre à bien écrire avec l’aide de l’IA et a souligné l’importance d’être un utilisateur responsable de celle-ci.

### Intégration dans les devoirs
Certains professeurs ont créé des cours universitaires distincts spécialement conçus pour former l’IA générative. Par exemple, Andrew D. Maynard (en), professeur à l'Arizona State University, et Jules White, professeur à Vanderbilt, ont tous deux développé un nouveau cours spécifiquement dédié à l’ingénierie de prompt pour les chatbots génératifs. D'autres instructeurs, comme Ethan Mollick de Wharton, ont, face à l'utilisation inévitable par les étudiants indépendamment de l'interdiction, non seulement accepté l'utilisation de l'IA générative, mais également demandé à tous les étudiants d'utiliser ChatGPT dans leurs devoirs. Mollick a rapporté à NPR que l'utilisation de ChatGPT améliorait généralement le travail de ses étudiants, en utilisant l'IA pour aider davantage à la génération d'idées. Certains professeurs se sont concentrés sur la création de contenu d'apprentissage et ont souligné les opportunités liées à l'utilisation de chatGPT pour personnaliser les devoirs en fonction du parcours d'un étudiant.

### Chegg
L'entreprise de technologie éducative Chegg est devenue l'une des victimes commerciales les plus importantes de ChatGPT et d'autres grands modèles linguistiques, son PDG Dan Rosensweig déclarant, en réponse au cours de l'action de son entreprise ayant presque été réduit de moitié après un appel aux résultats trimestriels en mai 2023, qu'il est devenu « la tête d'affiche pour se faire botter le cul par l'IA sur les marchés publics ». Bien que les dirigeants de Chegg aient exhorté Rosenweig à travailler au développement d'un rival de ChatGPT le plus tôt possible depuis 2020, l'entreprise technologique a finalement décidé de ne pas produire un concurrent de ChatGPT car GPT 3.5 n'était pas en mesure d'attirer suffisamment les 8 millions d'abonnés de Chegg, ce qui représente près de 90 % du chiffre d'affaires de l'entreprise,.

## Logiciel de détection
Certaines entreprises ont répondu à l’afflux de ChatGPT et d’IA générative parmi les étudiants en développant un logiciel de détection qui signale les essais probablement rédigés par l’IA. Turnitin a été l'une des premières entreprises à développer des solutions de ce type. Elle a développé un outil permettant de détecter la malhonnêteté académique basée sur l'IA. Un article de blog de l'entreprise indiquait que la base de données de celle-ci contenait de nombreux essais d'étudiants qui avaient été utilisés pour former son propre système de détection. Cependant, lors des tests effectués par The Washington Post, le détecteur de Turnitin a signalé qu'un étudiant avait utilisé ChatGPT pour générer la conclusion de son essai alors qu'il était innocent. L’entreprise elle-même a signalé que son détecteur n’était pas toujours fiable,.
De nombreux outils tels que GPTZero ont été créés pour détecter le contenu généré par l'IA, et de nombreuses autres startups ont publié des outils pour détecter le travail écrit par l'IA, y compris OpenAI lui-même. Cependant, des rapports de recherche ont indiqué que les logiciels de détection ne parviennent souvent pas à détecter le contenu généré par l'IA et que ces outils sont faciles à tromper,. L'outil officiel d'OpenAI, Classifier, lancé en janvier 2023, a ensuite été supprimé en août 2023 en raison d'une faible utilisation et d'une faible précision,.